# Grand Prix moto d'Espagne 2024
Le Grand Prix moto d'Espagne 2024 est la quatrième manche du championnat du monde de vitesse moto 2024.
Cette 70e édition du Grand Prix moto d'Espagne se déroule du 26 avril au 28 avril sur le Circuit de Jerez-Ángel Nieto à Jerez de la Frontera.

## Classements MotoGP

### Course sprint
| Pos.                                                                      | No. | Pilote                | Equipe                            | Constructeur | Tours | Temps/Ecarts    | Grille | Points |
| ------------------------------------------------------------------------- | --- | --------------------- | --------------------------------- | ------------ | ----- | --------------- | ------ | ------ |
| 1                                                                         | 89  | Jorge Martín          | Prima Pramac Racing               | Ducati       | 12    | 19 min 52 s 682 | 3      | 12     |
| 2                                                                         | 31  | Pedro Acosta          | Red Bull GasGas Tech3             | KTM          | 12    | +2 s 970        | 10     | 9      |
| 3                                                                         | 26  | Daniel Pedrosa        | Red Bull KTM Factory Racing       | KTM          | 12    | +7 s 102        | 16     | 7      |
| 4                                                                         | 21  | Franco Morbidelli     | Prima Pramac Racing               | Ducati       | 12    | +8 s 481        | 8      | 6      |
| 5                                                                         | 20  | Fabio Quartararo      | Monster Energy Yamaha MotoGP      | Yamaha       | 12    | +15 s 052       | 23     | 5      |
| 6                                                                         | 93  | Marc Marquez          | Gresini Racing MotoGP             | Ducati       | 12    | +18 s 131       | 1      | 4      |
| 7                                                                         | 37  | Augusto Fernández     | Red Bull GasGas Tech3             | KTM          | 12    | +18 s 278       | 18     | 3      |
| 8                                                                         | 88  | Miguel Oliveira       | Trackhouse Racing                 | Aprilia      | 12    | +18 s 418       | 14     | 2      |
| 9                                                                         | 36  | Joan Mir              | Repsol Honda Team                 | Honda        | 12    | +18 s 553       | 20     | 1      |
| 10                                                                        | 30  | Takaaki Nakagami      | LCR Honda Idemitsu                | Honda        | 12    | +21 s 136       | 24     |        |
| 11                                                                        | 5   | Johann Zarco          | LCR Honda Castrol                 | Honda        | 12    | +21 s 948       | 13     |        |
| 12                                                                        | 25  | Raúl Fernández        | Trackhouse Racing                 | Aprilia      | 12    | +23 s 882       | 17     |        |
| 13                                                                        | 49  | Fabio Di Giannantonio | Pertamina Enduro VR46 Racing Team | Ducati       | 12    | +31 s 478       | 5      |        |
| 14                                                                        | 43  | Jack Miller           | Red Bull KTM Factory Racing       | KTM          | 12    | +45 s 901       | 15     |        |
| 15                                                                        | 42  | Álex Rins             | Monster Energy Yamaha MotoGP Team | Yamaha       | 12    | +1 min 10 s 288 | 25     |        |
| 16                                                                        | 32  | Lorenzo Savadori      | Aprilia Racing                    | Aprilia      | 12    | +1 min 22 s 979 | 21     |        |
| Ab.                                                                       | 6   | Stefan Bradl          | HRC Test Team                     | Honda        | 11    | Chute           | 19     |        |
| Ab.                                                                       | 10  | Luca Marini           | Repsol Honda Team                 | Honda        | 11    | Chute           | 22     |        |
| Ab.                                                                       | 12  | Maverick Viñales      | Aprilia Racing                    | Aprilia      | 9     | Chute           | 11     |        |
| Ab.                                                                       | 72  | Marco Bezzecchi       | Pertamina Enduro VR46 Racing Team | Ducati       | 8     | Chute           | 2      |        |
| Ab.                                                                       | 23  | Enea Bastianini       | Ducati Lenovo Team                | Ducati       | 8     | Chute           | 9      |        |
| Ab.                                                                       | 33  | Brad Binder           | Red Bull KTM Factory Racing       | KTM          | 8     | Chute           | 4      |        |
| Ab.                                                                       | 73  | Álex Márquez          | Gresini Racing MotoGP             | Ducati       | 8     | Chute           | 6      |        |
| Ab.                                                                       | 1   | Francesco Bagnaia     | Ducati Lenovo Team                | Ducati       | 2     | Chute           | 7      |        |
| Ab.                                                                       | 41  | Aleix Espargaró       | Aprilia Racing                    | Aprilia      | 0     | Chute           | 12     |        |
| Meilleur tour du Sprint : Marc Márquez (Ducati) – 1 min 37 s 812 (tour 6) |     |                       |                                   |              |       |                 |        |        |
| Rapport officiel                                                          |     |                       |                                   |              |       |                 |        |        |

### Course principale
| Pos.                                                                           | No. | Pilote                | Equipe                            | Constructeur | Tours | Temps/Ecarts    | Grille | Points |
| ------------------------------------------------------------------------------ | --- | --------------------- | --------------------------------- | ------------ | ----- | --------------- | ------ | ------ |
| 1                                                                              | 1   | Francesco Bagnaia     | Ducati Lenovo Team                | Ducati       | 25    | 40 min 58 s 053 | 7      | 25     |
| 2                                                                              | 93  | Marc Marquez          | Gresini Racing MotoGP             | Ducati       | 25    | + 0 s 372       | 1      | 20     |
| 3                                                                              | 72  | Marco Bezzecchi       | Pertamina Enduro VR46 Racing Team | Ducati       | 25    | + 3 s 903       | 2      | 16     |
| 4                                                                              | 73  | Alex Marquez          | Gresini Racing MotoGP             | Ducati       | 25    | + 7 s 205       | 6      | 13     |
| 5                                                                              | 23  | Enea Bastianini       | Ducati Lenovo Team                | Ducati       | 25    | + 7 s 253       | 9      | 11     |
| 6                                                                              | 33  | Brad Binder           | Red Bull KTM Factory Racing       | KTM          | 25    | + 7 s 801       | 4      | 10     |
| 7                                                                              | 37  | Fabio Di Giannantonio | Pertamina Enduro VR46 Racing Team | Ducati       | 25    | + 10 s 063      | 5      | 9      |
| 8                                                                              | 88  | Miguel Oliveira       | Trackhouse Racing                 | Aprilia      | 25    | + 10 s 979      | 14     | 8      |
| 9                                                                              | 12  | Maverick Viñales      | Aprilia Racing                    | Aprilia      | 25    | + 11 s 217      | 11     | 7      |
| 10                                                                             | 31  | Pedro Acosta          | Red Bull GasGas Tech3             | KTM          | 25    | + 20 s 762      | 10     | 6      |
| 11                                                                             | 25  | Raúl Fernández        | Trackhouse Racing                 | Aprilia      | 25    | + 23 s 508      | 17     | 5      |
| 12                                                                             | 36  | Joan Mir              | Repsol Honda Team                 | Honda        | 25    | + 23 s 584      | 20     | 4      |
| 13                                                                             | 42  | Alex Rins             | Monster Energy Yamaha MotoGP      | Yamaha       | 25    | + 28 s 452      | 25     | 3      |
| 14                                                                             | 30  | Takaaki Nakagami      | Idemitsui Honda LCR               | Honda        | 25    | + 29 s 049      | 24     | 2      |
| 15                                                                             | 20  | Fabio Quartararo      | Monster Energy Yamaha MotoGP      | Yamaha       | 25    | + 32 s 015      | 23     | 1      |
| 16                                                                             | 6   | Stefan Bradl          | HRC Test Team                     | Honda        | 25    | + 41 s 433      | 19     |        |
| 17                                                                             | 10  | Luca Marini           | Repsol Honda Team                 | Honda        | 25    | + 43 s 323      | 22     |        |
| Ab.                                                                            | 49  | Augusto Fernández     | Red Bull GasGas Tech3             | KTM          | 19    | Abandon         | 18     |        |
| Ab.                                                                            | 43  | Jack Miller           | Red Bull KTM Factory Racing       | KTM          | 17    | Chute           | 15     |        |
| Ab.                                                                            | 21  | Franco Morbidelli     | Prima Pramac Racing               | Ducati       | 17    | Chute           | 8      |        |
| Ab.                                                                            | 32  | Lorenzo Savadori      | Aprilia Racing                    | Aprilia      | 11    | Chute           | 21     |        |
| Ab.                                                                            | 89  | Jorge Martin          | Prima Pramac Racing               | Ducati       | 10    | Chute           | 3      |        |
| Ab.                                                                            | 5   | Johann Zarco          | Castrol Honda LCR                 | Honda        | 9     | Chute           | 13     |        |
| Ab.                                                                            | 41  | Aleix Espargaro       | Aprilia Racing                    | Aprilia      | 9     | Chute           | 12     |        |
| Ab.                                                                            | 26  | Daniel Pedrosa        | Red Bull KTM Factory Racing       | KTM          | 3     | Chute           | 16     |        |
| Meilleur tour en course: Francesco Bagnaia (Ducati) – 1 min 37 s 449 (tour 23) |     |                       |                                   |              |       |                 |        |        |
| Rapport officiel                                                               |     |                       |                                   |              |       |                 |        |        |

## Classement Moto2
| Pos.                                                                   | No. | Pilote                  | Constructeur | Tours | Temps/Ecarts    | Grille | Points |
| ---------------------------------------------------------------------- | --- | ----------------------- | ------------ | ----- | --------------- | ------ | ------ |
| 1                                                                      | 54  | Fermin Aldeguer         | Boscoscuro   | 21    | 35 min 36 s 316 | 1      | 25     |
| 2                                                                      | 16  | Joe Roberts             | Kalex        | 21    | + 1 s 287       | 11     | 20     |
| 3                                                                      | 18  | Manuel González         | Kalex        | 21    | + 1 s 568       | 4      | 16     |
| 4                                                                      | 3   | Sergio Garcia           | Boscoscuro   | 21    | + 6 s 226       | 6      | 13     |
| 5                                                                      | 75  | Albert Arenas           | Kalex        | 21    | + 8 s 059       | 2      | 11     |
| 6                                                                      | 79  | Ai Ogura                | Boscoscuro   | 21    | + 12 s 490      | 17     | 10     |
| 7                                                                      | 14  | Tony Arbolino           | Kalex        | 21    | + 13 s 346      | 8      | 9      |
| 8                                                                      | 52  | Jeremy Alcoba           | Kalex        | 21    | + 13 s 489      | 9      | 8      |
| 9                                                                      | 13  | Celestino Vietti        | Kalex        | 21    | + 14 s 508      | 7      | 7      |
| 10                                                                     | 35  | Somkiat Chantra         | Kalex        | 21    | + 19 s 693      | 12     | 6      |
| 11                                                                     | 12  | Filip Salač             | Kalex        | 21    | + 20 s 045      | 14     | 5      |
| 12                                                                     | 28  | Izan Guevara            | Kalex        | 21    | + 21 s 779      | 15     | 4      |
| 13                                                                     | 84  | Zonta Van Den Goorbergh | Kalex        | 21    | + 27 s 933      | 18     | 3      |
| 14                                                                     | 53  | Deniz Öncü              | Kalex        | 21    | + 32 s 146      | 22     | 2      |
| 15                                                                     | 23  | Matteo Ferrai           | Kalex        | 21    | + 41 s 158      | 26     | 1      |
| 16                                                                     | 34  | Mario Aji               | Kalex        | 21    | + 41 s 953      | 27     |        |
| 17                                                                     | 20  | Xavi Cardelus           | Kalex        | 21    | + 42 s 933      | 29     |        |
| 18                                                                     | 9   | Jorge Navarro           | Forward      | 21    | + 46 s 933      | 24     |        |
| 19                                                                     | 15  | Darryn Binder           | Kalex        | 20    | + 1 tour        | 21     |        |
| 20                                                                     | 43  | Xavier Artigas          | Forward      | 17    | + 4 tours       | 30     |        |
| Ab.                                                                    | 5   | Jaume Masia             | Kalex        | 20    | Chute           | 25     |        |
| Ab.                                                                    | 96  | Jake Dixon              | Kalex        | 20    | Chute           | 3      |        |
| Ab.                                                                    | 21  | Alonso Lopez            | Boscoscuro   | 17    | Chute           | 16     |        |
| Ab.                                                                    | 24  | Marcos Ramirez          | Kalex        | 15    | Chute           | 10     |        |
| Ab.                                                                    | 11  | Alex Escrig             | Forward      | 13    | Chute           | 28     |        |
| Ab.                                                                    | 10  | Diogo Moreira           | Kalex        | 11    | Chute           | 5      |        |
| Ab.                                                                    | 7   | Barry Baltus            | Kalex        | 6     | Chute           | 13     |        |
| Ab.                                                                    | 71  | Dennis Foggia           | Kalex        | 4     | Chute           | 23     |        |
| Ab.                                                                    | 81  | Senna Agius             | Kalex        | 1     | Chute           | 19     |        |
| Ab.                                                                    | 64  | Bo Bendsneyder          | Kalex        | 1     | Chute           | 20     |        |
| Meilleur tour en course: Joe Roberts (Kalex) – 1 min 41 s 020 (tour 9) |     |                         |              |       |                 |        |        |
| Rapport officiel                                                       |     |                         |              |       |                 |        |        |

## Classement Moto3
| Pos.                                                                                  | No. | Pilote              | Constructeur                   | Tours | Temps/Ecarts    | Grille | Points |
| ------------------------------------------------------------------------------------- | --- | ------------------- | ------------------------------ | ----- | --------------- | ------ | ------ |
| 1                                                                                     | 95  | Collin Veijer       | Liqui Moly Husqvarna Intact GP | 19    | 33 min 29 s 725 | 3      | 25     |
| 2                                                                                     | 64  | David Muñoz         | BOE Motorsports                | 19    | + 0 s 073       | 2      | 20     |
| 3                                                                                     | 48  | Ivan Ortola         | MT Helmets - MSI               | 19    | + 0 s 871       | 7      | 16     |
| 4                                                                                     | 6   | Ryusei Yamanaka     | MT Helmets - MSI               | 19    | + 4 s 849       | 5      | 13     |
| 5                                                                                     | 66  | Joel Kelso          | BOE Motorsports                | 19    | + 10 s 178      | 4      | 11     |
| 6                                                                                     | 31  | Adrian Fernandez    | Leopard Racing                 | 19    | + 10 s 353      | 12     | 10     |
| 7                                                                                     | 96  | Daniel Holgado      | Red Bull GasGas Tech3          | 19    | + 10 s 400      | 18     | 9      |
| 8                                                                                     | 10  | Nicola Carraro      | LevelUp - MTA                  | 19    | + 10 s 647      | 10     | 8      |
| 9                                                                                     | 82  | Stefano Nepa        | LevelUp - MTA                  | 19    | + 11 s 400      | 11     | 7      |
| 10                                                                                    | 36  | Angel Piqueras      | Leopard Racing                 | 19    | + 14 s 885      | 6      | 6      |
| 11                                                                                    | 80  | David Alonso        | CFMoto Valresa Aspar Team      | 19    | + 19 s 152      | 1      | 5      |
| 12                                                                                    | 12  | Jacob Roulstone     | Red Bull GasGas Tech3          | 19    | + 19 s 921      | 17     | 4      |
| 13                                                                                    | 7   | Filippo Farioli     | SIC58 Squadra Corse            | 19    | + 20 s 423      | 15     | 3      |
| 14                                                                                    | 18  | Matteo Bertelle     | Rivacold Snipers Team          | 19    | + 20 s 541      | 19     | 2      |
| 15                                                                                    | 22  | David Almansa       | Rivacold Snipers Team          | 19    | + 20 s 662      | 16     | 1      |
| 16                                                                                    | 21  | Vincente Perez      | Red Bull KTM Ajo               | 19    | + 22 s 382      | 24     |        |
| 17                                                                                    | 72  | Taiyo Furusato      | Honda Team Asia                | 19    | + 22 s 882      | 21     |        |
| 18                                                                                    | 54  | Riccardo Rossi (it) | CIP Green Power                | 19    | + 23 s 186      | 14     |        |
| 19                                                                                    | 19  | Scott Ogden         | MLav Racing                    | 19    | + 25 s 549      | 13     |        |
| 20                                                                                    | 58  | Luca Lunetta        | SIC58 Squadra Corse            | 19    | + 32 s 270      | 20     |        |
| 21                                                                                    | 55  | Noah Dettwiler      | CIP Green Power                | 19    | + 32 s 483      | 23     |        |
| 22                                                                                    | 85  | Xabi Zurutuza       | Red Bull KTM Ajo               | 19    | + '5 s 346      | 26     |        |
| 23                                                                                    | 70  | Joshua Whatley      | MLav Racing                    | 19    | + 45 s 842      | 22     |        |
| 24                                                                                    | 5   | Tatchakorn Buasri   | Honda Team Asia                | 19    | + 46 s 845      | 25     |        |
| 25                                                                                    | 24  | Tatsuki Suzuki      | Liqui Moly Husqvarna Intact GP | 18    | + 1 tour        | 9      |        |
| Ab.                                                                                   | 78  | Joel Esteban        | CFMoto Valresa Aspar Team      | 18    | Chute           | 8      |        |
| Meilleur tour en course: Ryusei Yamanaka (MT Helmets - MSI) – 1 min 45 s 105 (tour 8) |     |                     |                                |       |                 |        |        |
| Rapport officiel                                                                      |     |                     |                                |       |                 |        |        |

## Classements provisoires aux Championnats
Seul le top5 de chaque championnat a l’issue du Grand Prix est présenté ici.

### MotoGP
|  | Pos. | Pilote            | Points |
|  | ---- | ----------------- | ------ |
|  | 1    | Jorge Martín      | 92     |
|  | 2    | Francesco Bagnaia | 75     |
|  | 3    | Enea Bastianini   | 70     |
|  | 4    | Pedro Acosta      | 69     |
|  | 5    | Maverick Viñales  | 63     |

|  | Pos. | Constructeur | Points |
|  | ---- | ------------ | ------ |
|  | 1    | Ducati       | 133    |
|  | 2    | KTM          | 95     |
|  | 3    | Aprilia      | 82     |
|  | 4    | Yamaha       | 27     |
|  | 5    | Honda        | 13     |

|  | Pos. | Equipe                      | Points |
|  | ---- | --------------------------- | ------ |
|  | 1    | Ducati Lenovo Team          | 145    |
|  | 2    | Aprilia Racing              | 102    |
|  | 3    | Prima Pramac Racing         | 98     |
|  | 4    | Gresini Racing              | 87     |
|  | 5    | Red Bull KTM Factory Racing | 81     |

### Moto2
|  | Pos. | Pilote          | Points |
|  | ---- | --------------- | ------ |
|  | 1    | Joe Roberts     | 69     |
|  | 2    | Sergio Garcia   | 64     |
|  | 3    | Fermin Aldeguer | 54     |
|  | 4    | Manuel González | 46     |
|  | 5    | Ai Ogura        | 43     |

|  | Pos. | Constructeur | Points |
|  | ---- | ------------ | ------ |
|  | 1    | Boscoscuro   | 88     |
|  | 2    | Kalex        | 85     |

|  | Pos. | Equipe                        | Points |
|  | ---- | ----------------------------- | ------ |
|  | 1    | MT Helmets – MSi              | 107    |
|  | 2    | Onlyfans American Racing Team | 97     |
|  | 3    | Beta Tools - Speed Up         | 92     |
|  | 4    | QJMotor Gresini Moto2         | 77     |
|  | 5    | Fantic Racing                 | 38     |

### Moto3
|  | Pos. | Pilote         | Points |
|  | ---- | -------------- | ------ |
|  | 1    | Daniel Holgado | 74     |
|  | 2    | David Alonso   | 68     |
|  | 3    | Collin Veijer  | 46     |
|  | 4    | Ivan Ortola    | 39     |
|  | 5    | Joel Kelso     | 39     |

|  | Pos. | Constructeur | Points |
|  | ---- | ------------ | ------ |
|  | 1    | Gas Gas      | 74     |
|  | 2    | CFMoto       | 68     |
|  | 3    | KTM          | 66     |
|  | 4    | Husqvarna    | 56     |
|  | 5    | Honda        | 48     |

|  | Pos. | Equipe                         | Points |
|  | ---- | ------------------------------ | ------ |
|  | 1    | Red Bull GasGas Tech3          | 97     |
|  | 2    | CFMoto Aspar Team              | 88     |
|  | 3    | BOÉ Motorsports                | 77     |
|  | 4    | Liqui Moly Husqvarna Intact GP | 68     |
|  | 5    | MT Helmets - MSI               | 65     |